# Tadeusz Wrona (pilot)
Tadeusz Wrona (ur. 16 lipca 1954 w Żywcu) – polski pilot cywilny i szybownik.
1 listopada 2011 zmuszony awarią samolotu Boeing 767 (lecącego z Newark, w stanie New Jersey w USA), wykonał manewr lądowania awaryjnego na pasie Lotniska Chopina w Warszawie bez wysuniętego podwozia, co przyniosło mu światowy rozgłos.

## Wczesne lata
Urodził się jako syn Kazimierza i Ludwiki Wronów. Ojciec z zawodu był księgowym i pracował w banku; matka pracowała jako urzędniczka w zakładach lniarskich. Po maturze w technikum elektrycznym Tadeusz Wrona rozpoczął studia na kierunku matematyczno-fizycznym w Wyższej Szkole Pedagogicznej w Zielonej Górze. Po 2 latach zdecydował się zmienić uczelnię. Podjął się studiowania nowo utworzonego na Politechnice Rzeszowskiej – pierwszego w Polsce kierunku – pilotażu. Studia te ukończył w 1981.

## Kariera w lotnictwie
Zamiłowanie do awiacji przejął po starszym bracie. Pierwsze kroki w lotnictwie rozpoczął na szybowcach. Szybownictwo wyczynowe uprawiał najpierw w Aeroklubie Ziemi Lubuskiej, a w czasie studiów na Politechnice Rzeszowskiej w aeroklubie PLL LOT w Piotrkowie Trybunalskim, a od 2001 roku w aeroklubie w Lesznie.

### Praca w PLL LOT
Jesienią 1983 rozpoczął kurs praktyczny; egzaminy zdał w marcu 1984. Niedługo potem odbył swój pierwszy lot jako drugi pilot Antonowa 24 w pasażerskich lotach krajowych Polskich Linii Lotniczych LOT. W 1986 zasiadł na fotelu kapitana. Pod koniec lat 80. największe polskie linie lotnicze zamieniły przestarzałe radzieckie maszyny na nowocześniejsze odrzutowce Boeing 767. W szkoleniach na uprawnienia do pilotowania tych samolotów uczestniczył Tadeusz Wrona. W 1989 pełnił rolę drugiego pilota w 767, a w lipcu 1990 został kapitanem jednej z tych maszyn.

### Awaryjne lądowanie lotu PLL LOT 016

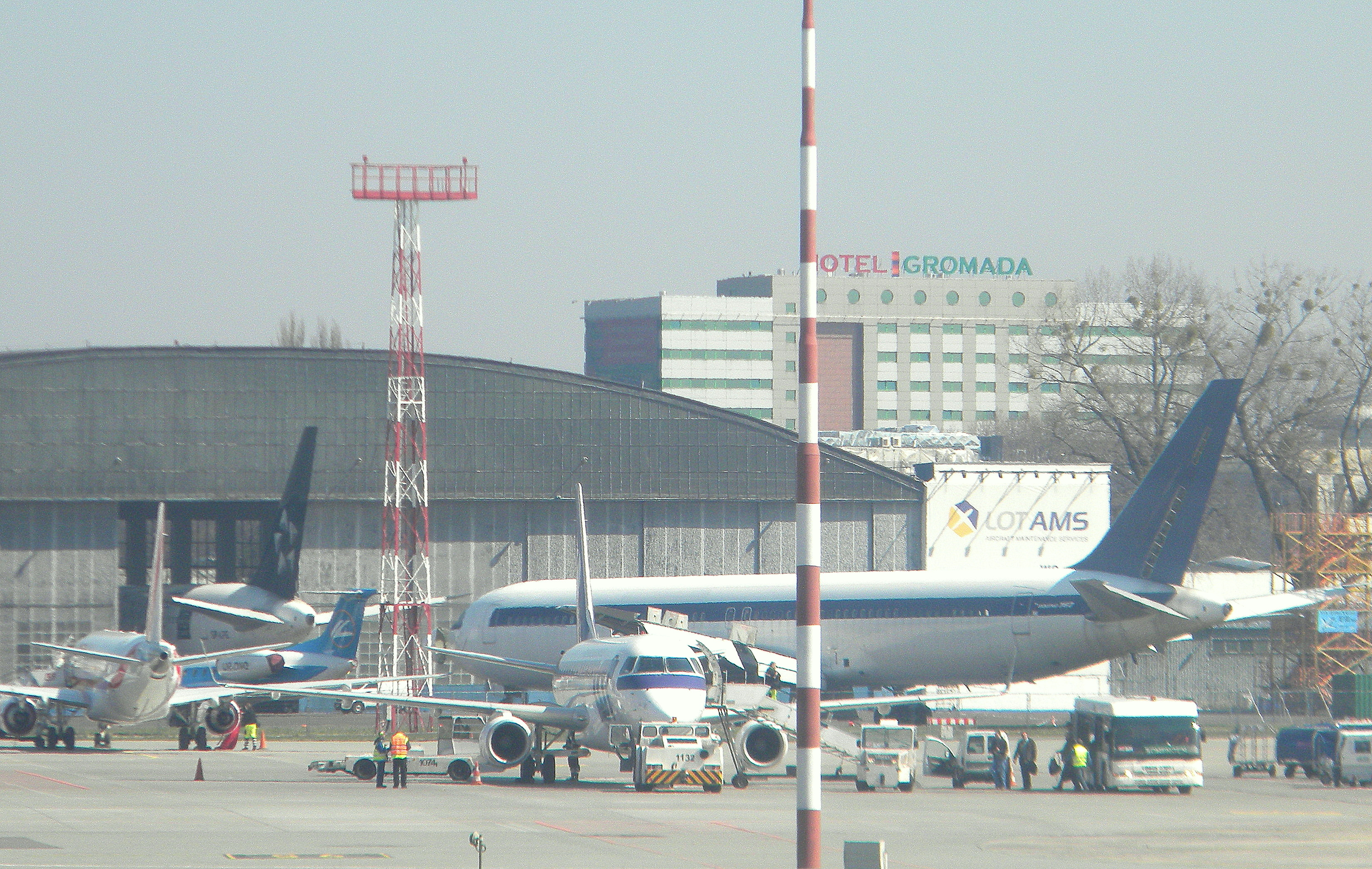
B767 SP-LPC w kwietniu 2013 na Lotnisku Chopina w czasie rozbiórki maszyny na części

1 listopada 2011 zmuszony awarią samolotu wykonał manewr lądowania awaryjnego na pasie lotniska Chopina w Warszawie bez wysuniętego podwozia. Pilotował wówczas Boeinga 767 odbywającego lot z Newark do Warszawy. Żadna z 231 osób znajdujących się na pokładzie nie ucierpiała. Przebieg lądowania został zarejestrowany przez ekipy telewizyjne. Relację z wydarzenia wyemitowało wiele telewizji na świecie.
Polskie media nadały mu tytuł bohatera. Manewr w wykonaniu Tadeusza Wrony porównywano do podobnego wyczynu amerykańskiego pilota Chesleya Sullenbergera, który w 2009 roku wylądował awaryjnie na rzece Hudson. Również w ocenie prezydenta Bronisława Komorowskiego był to czyn bohaterski, dlatego ogłosił on zamiar uhonorowania pilotów państwowym odznaczeniem. W czasie uroczystości w Pałacu Prezydenckim w dniu 7 listopada 2011 odznaczył kpt. Wronę Krzyżem Oficerskim Orderu Odrodzenia Polski.

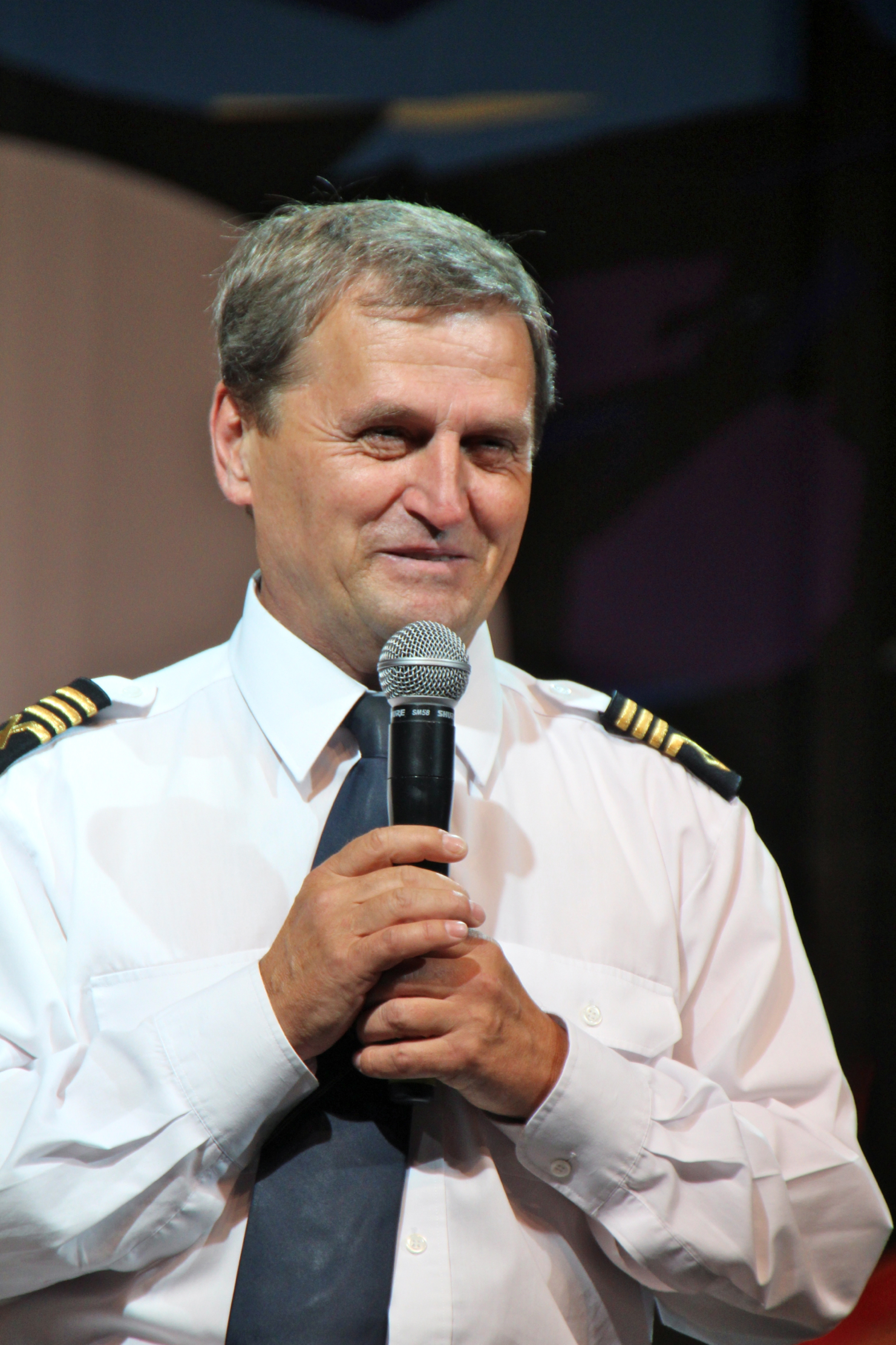
Tadeusz Wrona na Przystanku Woodstock (2012)

8 listopada 2011 radni miasta Leszno nadali kpt. Wronie tytuł „Honorowego Obywatela Miasta Leszno”.
Tadeusz Wrona otrzymał m.in. tytuł Człowieka Roku CPS. Wyróżniła go również Liga Morska. Polaka komplementowali także rewident miejski Nowego Jorku John Liu i członek Zgromadzenia Stanowego Nowego Jorku, reprezentujący m.in. Greenpoint Joseph R. Lentol. Demokratyczna członkini Izby Reprezentantów nadesłała pilotowi certyfikat za zasługi, uznający go za bohatera Stanów Zjednoczonych, oraz flagę, która na jego cześć wisiała w Białym Domu. Dzień 16 listopada 2011 został uznany przez Radę Miasta Nowego Jorku (The Council City of New York) Dniem Kapitana Tadeusza Wrony w Nowym Jorku.

### Dalsze losy
3 lata później Tadeusz Wrona pozwał Polskie Linie Lotnicze LOT do sądu pracy. 19 grudnia 2014 odbyła się pierwsza rozprawa. Pilot skarżył się na nowe warunki zatrudnienia. Uznał, że są dla niego niekorzystne. Domagał się od narodowej linii przywrócenia poprzednich warunków wynagradzania. W 2019 r. został zwolniony z pracy w PLL LOT, jednak po dwudniowym konflikcie, ponownie został przyjęty do pracy. Od drugiej połowy 2019 szkolił kandydatów na pilotów w ramach LOT Flight Academy.

## Życie prywatne
Jest żonaty z Marzeną, ma córkę Natalię, która jest zawodniczką WKKW i pięciokrotną mistrzynią Polski w tej dyscyplinie (w kategorii Młody Jeździec i Junior), miał syna Mikołaja (1984–2024), również pilota, który zmarł na białaczkę. Jego brat jest pilotem lotnictwa cywilnego.

## Publikacje
W 2013 wydał książkę biograficzną Ja, kapitan, w której opisał swoją drogę do kariery lotniczej i przeżycia związane z awaryjnym lądowaniem w Warszawie.

## Wyróżnienia i odznaczenia
- Złotą Odznakę z Trzema Diamentami przyznana przez Aeroklub PRL (dziś Aeroklub Polski) w imieniu Międzynarodowej Organizacji Lotniczej (FAI)
- Odznaka Żurawia przyznana przez PLL LOT
- Krzyż Oficerski Orderu Odrodzenia Polski
- Order Ecce Homo (2013)
- Odznaka honorowa „Zasłużony dla Województwa Podkarpackiego”[22]